# گابریل اسپارسا
گابریل اسپارسا (اسپانیایی: Gabriel Esparza‎؛ زادهٔ ۳۱ مارس ۱۹۷۳) تکواندوکار اهل اسپانیا بود.